# 倉沢七海
倉沢 七海（くらさわ ななみ、1976年6月5日 - 2004年8月19日）は、日本の元AV女優。東京都出身。

## 人物
1996年頃からデビュー。

## 出演作品

### アダルトビデオ
1996年
- 極悪株式会社 OL制服奴隷（11月25日、フリービジョン）他出演:岡田亜沙美
- 素人淫女隊 出すまでシャブリ、イクまで腰ふる淫女たち（11月30日、アテナ映像）共演:柏木瞳、長瀬あゆ
- すけべっ娘10（12月28日、h.m.p）他出演:しのＰ、ニッキー・スターリング

1997年
- カップルズ バカげた愛の物語（3月31日・h.m.p）オムニバス作品
- ザ・騙し（4月23日、MOON）他出演:水野りんか、上村翔子

2000年
- ザーメン学院 2 近未来精子戦争（10月20日、ハムレット）

2001年
- 飲まされた女教師（5月10日、アイエナジー）
- That's Entertainment!! 『全てはゴックンする為に』（8月3日、ワープエンタテインメント）共演:うさみ恭香、泉星香
- 囚われの性奴妻（11月20日、アイエナジー）
- 人妻白濁汁姦（12月7日、アイエナジー）
- サーメン病院（12月20日、SODクリエイト）共演:桜田由加里、星野瑠海、浅倉みるく、木下いつき

2002年
- ナースのお性事（3月12日、ベリーウェル）
- コスプレ戦士 木下いつきのザーメンゴックン大冒険（5月17日、SODクリエイト）共演:木下いつき　他出演:宮内ゆみ
- 変態社長 色欲三昧（8月25日、パジェント）共演:上村志保、水島早苗
- スナックママのびしょびしょがもうたいへん（8月28日、ホットエンターテイメント）共演:山口玲子
- ザーメンヴァーリトゥード（11月1日、MOODYZ）共演:紋舞らん、京野真里奈、恵美梨、桜田由加里、星野瑠海、泉星香、浅倉みるく、澤宮有希、冬月ひなの
- ザーメンヴァーリトゥード ～場外スペレズ乱交編～（11月1日、MOODYZ）共演:紋舞らん、京野真里奈、恵美梨、桜田由加里、星野瑠海、泉星香、浅倉みるく、澤宮有希、冬月ひなの

2003年
- 村上稜一+黒澤あらら ザーメン監督コラボレーション 素材は湯川えり（1月22日、MOODYZ）共演:湯川えり
- フェラ淫語（2月6日、シュガーボーイ）他出演:森下くるみ、笠木忍、七瀬ななみ、牧原れい子、桜田由加里、金沢文子、吉野サリー、恵美梨、亜里沙 他
- レズ解禁（8月1日、MOODYZ）共演:南波杏　他出演:宏岡みらい、星野瑠海、西村あみ
- 東京ひとり暮らしの女（8月19日、KUKI）他出演:はらだはるな、ミュウ
- オーラルテスト 極裏面接 鮮度1時間以内の女たち（8月27日、V&Rプランニング）他出演:松永亜矢、室井まやか
- 監督が愛した女 vol.3 恋人（12月1日、グローバルメディアエンタテインメント）

2004年
- 夢想 パンスト・ドリーム No.53（1月15日、キャンドゥ）

2005年
- 人妻いじめ 15（5月1日、キャンドゥ）
- 人妻遊戯 42（5月1日、キャンドゥ）

他

## 写真集
- スペルマの妖精 3（1994年、さーくる社）